# 林肯·埃尔斯沃思
林肯·埃尔斯沃思（英語：Lincoln Ellsworth，1880年5月12日—1951年5月26日）是来自美国的极地探险家。也是美国自然历史博物馆的主要赞助人。他做过勘测员、铁路工程师、采矿工程师等。南极洲的埃爾斯沃思地、埃爾斯沃思湖以及埃爾斯沃思山，都是以他名字而命名。

## 人物经历
1880年5月12日，林肯·埃尔斯沃思在芝加哥市出生。他小时候住在俄亥俄州的哈德逊。在进入耶鲁大学谢菲尔德科学学院之前，他就读于希尔学院。他的学业成绩很差，比平常多花了两年时间才毕业。在结束学业之前，他先后考入了哥伦比亚大学和麦吉尔大学。
1925年，林肯·埃尔斯沃思资助罗尔德·阿蒙森与他一起参加了赴往北极的飞行，最终没有成功。
1926年，林肯·埃尔斯沃思、阿蒙森与意大利驾驶员昂伯托·诺比尔乘坐“挪吉”号飞机，从斯匹次卑尔根群岛起飞，飞越北极最终到达了阿拉斯加。
1931年，林肯·埃尔斯沃思再次提供资金，支持乔治·威尔金斯乘潜艇“鹦鹉螺”号前往北极探险，但是航行最终并没有成功。
1935年，林肯·埃尔斯沃思驾驶单翼机“北极星”号飞越了南极洲。